# Фіялка Лавренка
Фіа́лка Лавре́нка, або фія́лка Лавре́нка (Viola lavrenkoana) — однорічна рослина з родини фіалкових, близько споріднена із фіалкою крейдяною та триколірною. Низька трава із багатоколірними квітами. Поширена в Східній Європі. Зростає у трав'яному покриві на узліссях. Регіонально рідкісний вид, узятий під охорону в трьох регіонах України.

## Етимологія і таксономія
Родова назва цього виду має два варіанти написання: «фіялка» — оригінальне написання українською, «фіалка» — зросійщена форма, що набула поширення з другої половини XX століття. Видовий епітет наданий рослині її першовідкривачем українським ботаніком Михайлом Васильовичем Клоковим на честь видатного геоботаніка Євгена Михайловича Лавренка.
Михайло Клоков розумів поняття вид дуже вузько, тому деякі з сучасних систематиків піддають сумніву самостійність цього таксона. В цьому випадку фіалку Лавренка найчастіше ототожнюють із фіалками крейдяною та триколірною.

## Опис
Однорічна трав'яниста рослина заввишки 5—35 см, гемікриптофіт.
Стебла зазвичай поодинокі, прямостоячі, слабкорозгалужені, опушені рідкими, дуже короткими, білими волосками, в нижній частині червонуваті, у верхній зелені. Листки завдовжки до 4 см, прості, зібрані в мутовки, нижні оберненояйцеподібні або овальні, верхні майже ланцетні. Листкові пластинки при основі плавно звужені у черешок, з городчастими краями, які у ланцетних листків стають майже цілокраїми, з тупою або тупозагостреною верхівкою, зелені. Прилистки лінійно-ланцетні або лінійно-шилоподібні, цілокраї, з тупозагостреною верхівкою. Як листки, так і прилистки по краях вкриті рідкими короткими білими волосками.
Квітконоси виходять з пазух листків, дещо тонші за стебла, у верхній частині зігнуті й несуть по два лінійних, цілокраїх, загострених приквітка. Квітконоси можуть бути зеленого або пурпурового кольору, у місці згину набувають чорно-фіолетового відтінку. Квітки поодинокі, п'ятичленні, зигоморфні, двостатеві. Віночок 7–13 мм в діаметрі, верхні пелюстки світло-жовті, рідше по краю блідо-фіолетові, бічні і нижній — жовті. Дві верхні пелюстки спрямовані вверх, довгасто-овальні. Дві середні пелюстки спрямовані в боки, овальні чи обернено-яйцеподібні, з війками при основі. Нижня пелюстка спрямована вниз, заокруглено-овальна, з тупою верхівкою або виїмкою білого кольору. Шпорець темно-фіолетовий. Тичинок п'ять. Плоди — коробочки.

## Поширення та екологія
Ареал фіалки Лавренка охоплює найсхіднішу частину Європи і включає степові зони України та європейської частини Росії. В Україні цей вид трапляється по всьому півдню країни: від Одещини на заході, до Луганщини на сході. В Україні вид зростає на пісках — на півдні Лісостепу і в степу. Входить до офіційних переліків видів рослин, що підлягають особливій охороні на території Донецької й Луганської областей.
Рослина помірно морозостійка, віддає перевагу півтіні та помірно родючим глинистим ґрунтам. Зазвичай зростає у трав'яному покриві негустих широколистяних чи соснових лісів, на узліссях, добре дренованих берегах річок. Розмножується насінням. Цвітіння триває з травня по червень. Запилення здійснюють комахи.